# Assassins de Brabant
Els assassins de Brabant, també anomenada neerlandès: De Bende van Nijvel (la Banda de Nivelles) als mitjans de parla neerlandesa, i francès: Les Tueurs fous du Brabant (el assassins folls de Brabant) als mitjans de parla francesa, són els responsables d'una sèrie d'atacs violents que es van produir principalment a la província belga de Brabant entre el 1982 i el 1985. Un total de 28 persones van morir i 22 van resultar ferides. Les accions de la banda, que es creu que consistien en un nucli de tres homes, van convertir-se en la onada de crims sense resoldre més notòria de Bèlgica. Els participants actius eren coneguts com francès: Le Géant (el gegant), un home alt que podria haver estat el líder; Le Tueur (l'assassí), el tirador principal; i Le Vieux (el Vell), un home de mitjana edat que conduïa. Es desconeixen les identitats i el parador dels "assassins de Brabant". Tot i que encara es dediquen recursos importants al cas, les detencions més recents són dels mateixos detectius superiors originals, ara jubilats.
La banda va acabar sobtadament les seves activitats l'any 1985. La caòtica investigació posterior no va aconseguir atrapar-los ni tan sols fer incursions serioses per resoldre el cas. Això va conduir a una investigació parlamentària i un debat pública, ambdós al voltant de la possibilitat que els membres de la banda fossin elements de seguretat de l'estat belga o estrangers, o bé duent a terme missions encobertes (disfressant assassinats dirigits) o conduint terrorisme polític.

## Compendi dels delictes atribuïts a la banda

### 1981
- 31 de desembre: Robatori a una caserna de la Gendarmeria a Etterbeek. Robatori d'armes automàtiques, munició i un cotxe. Alguns d'aquests objectes van ser posteriorment recuperats suposadament a un garatge de Madani Bouhouche.

### 1982
- 13 de març: robatori d'una escopeta de calibre 10 d'una botiga de Dinant, Bèlgica. Dos homes van ser vistos fugint.
- 10 de maig: robatori a punta de pistola d'un Austin Allegro. Un dels dos casos en què l'assassí va ser vist sense màscara. Parlava francès, aparentment com a primera llengua i amb aspecte d'home culte. El cotxe es va abandonar de forma gairebé immediata. Robatori d'un Volkswagen Santana d'una sala d'automòbils.
- 14 d'agost: robatori a mà armada d'una botiga de queviures a Maubeuge, França. El menjar i el vi van ser robats. Dos policies francesos van resultar ferits de gravetat a trets quan van arribar al lloc dels fets mentre la mercaderia es carregava a un vehicle.
- 30 de setembre: robatori a mà armada d'un traficant d'armes a Wavre, Bèlgica. Es van robar 15 armes de foc, incloses les metralladores. Un policia va morir al lloc dels fets; dos més van ser afusellats i ferits greument més tard.
- 23 de desembre: robatori a mà armada d'un restaurant a Beersel, Bèlgica. El cafè i el vi van ser robats. El conserge va ser torturat i assassinat.[2]

### 1983
- 9 de gener: robatori i assassinat d'un taxista a Brussel·les, Bèlgica. El cotxe es va trobar més tard a Mons, Bèlgica.
- 28 de gener: robatori d'un Peugeot a punta de pistola.
- 11 de febrer: robatori a mà armada a un supermercat a Rixensart, Bèlgica. Es van robar 692.384 BEF (17.163,75 €). Diverses persones van resultar ferides. Ningú va ser assassinat.
- 22 de febrer: un Audi 100 amb forats de bala de l'incident de l'11 de febrer va ser robat d'un garatge comercial on s'estava reparant, però ràpidament va ser abandonat.
- 25 de febrer: robatori a mà armada d'un supermercat a Uccle, Bèlgica. Es van robar 600.000 BEF (14.873,61 €). Ningú va ser assassinat.
- 3 de març: robatori a mà armada i assassinat a un supermercat a Halle, Bèlgica. Es van robar 704.077 BEF (17.453,61 €). Un membre del personal del supermercat va ser assassinat.
- 7 de maig: robatori a mà armada d'un supermercat a La Louvière, Bèlgica. Es van robar 800.000 BEF (19.831,48 €). Ningú va ser assassinat.
- 10 de setembre: robatori a mà armada i assassinat a una fàbrica tèxtil a Temse, Bèlgica. Van ser robades set jaquetes antibales. Un treballador va morir i la seva dona va resultar greument ferida.
- 17 de setembre: una parella va ser assassinada a primera hora després d'aturar el seu Mercedes a una benzinera d'autoservei oberta les 24 hores al costat d'una botiga que la banda estava robant. Tot i que va saltar l'alarma, la colla es va dedicar a carregar vint quilos de te i cafè i 10 litres d'oli de cuina. Dos gendarmes que responien a l'alarma van ser afusellats quan van arribar al lloc dels fets; un va morir i l'altre va ser ferit greument. La banda es va escapar en un Saab turbo robat el 22 de febrer i el Mercedes de la parella assassinada. Després d'haver disparat a un cotxe de policia que els havia començat a seguir, la banda va utilitzar una carretera secundària poc coneguda per fugir amb el Saab; després d'intents infructuosos de destruir el cotxe disparant el dipòsit de benzina, el van deixar a prop del garatge en el que havien robat l'Audi (també vinculat al Volkswagen segrestat el 1982, i prop del supermercat Delhaize que seria atacat el 27 de setembre, 1985). Els investigadors creuen que la reiterada proximitat pot indicar que alguns membres vivien a la zona. Les proves potencialment crucials recollides del Saab van "desaparèixer".
- 2 d'octubre: robatori a mà armada a un restaurant a Ohain, Bèlgica. No es va robar res. El propietari va ser assassinat.
- 7 d'octubre: robatori a mà armada d'un supermercat a Beersel, Bèlgica. Es van robar 1.200.000 francs (al voltant de 29.747 €).[3] Un client va ser assassinat.
- 1 de desembre: robatori a mà armada a una botiga d'Anderlues i assassinat de la parella propietària. Es van robar uns 140.000 francs (3.470 €) en joies.[4] L'esposa del propietari va morir a l'instant sense previ avís quan la banda va entrar. El propietari va intentar defensar-se amb una pistola, però va morir a trets. La banda va destruir una càmera de vigilància enregistrada abans de marxar. El Volkswagen robat utilitzat tenia matrícules falses copiades d'un Volkswagen de propietat legítima del mateix model que estava vinculat al garatge on es van emportar l'Audi, i d'on es van emportar el nou Volkswagen agafat a punta de pistola el 1982.

### 1985
- 27 de setembre: robatori a mà armada al supermercat Delhaize de la rue de la Graignette a Braine-l'Alleud. Es van robar menys de 6.000 dòlars.Tres persones van morir i dues van resultar ferides. Entre 15 i 25 minuts més tard, es va produir un robatori a mà armada al supermercat Delhaize a Brusselsesteenweg a Overijse. Es van robar 200.000 BEF (4.957,87 €). Cinc persones van morir i una va resultar ferida.

Com a resultat d'aquests robatoris, la seguretat va augmentar a moltes botigues de la regió, inclosos els guàrdies armats.
- 9 de novembre, cap a les 7:30 pm: robatori a mà armada al supermercat Delhaize a la Parklaan d'Aalst. Aquest supermercat es trobava fora de la zona on actuava habitualment la banda. Van arribar mentre encara hi estava present una patrulla armada que comprovava el supermercat. Una família de quatre persones es va trobar amb els autors a l'aparcament després de sortir de la botiga i la mare, el pare i la filla van ser assassinats aparentment sense motiu. El nen supervivent de la família va tornar corrents a la botiga on va ser identificat i disparat a boca de canó; va ser ferit molt greument al maluc. Es van agafar 991.103 BEF (24.568,80 €) i vuit persones van morir i diverses van resultar ferides greus. Els membres de la banda (que portaven pintura facial estranya i disfresses) es van burlar dels clients. També s'informa que van riure i somriure durant els tiroteigs gratuïts, que van ser fets per "Le Tuer". Els lladres no van abandonar el lloc de seguida després de tornar al seu vehicle estacionat per fugir. El vehicle patrulla de la la Rijkswacht/Gendarmeria de Bèlgica va retrocedir a una certa distància quan va començar el tiroteig; la policia municipal va arribar, tot i que molts dels seus cotxes s'havien negat a arrencar, però principalment es van quedar a una sortida de l'aparcament que estava ben allunyada de la banda. L'escapada va començar amb el suposat cap caminant al costat del cotxe de l'escapada. Un policia va disparar el seu revòlver contra el cotxe de la banda, que va passar per una sortida desbloquejada i es va allunyar. Els vehicles de la Rijkswacht/Gendarmeria es van quedar, però una furgoneta de la policia va perseguir la banda durant uns quants quilòmetres.

El novembre de 1986, el descobriment a un canal de diversos objectes i armes preses o utilitzades en els crims de la banda va proporcionar proves importants. Una llarga disputa va esclatar per la troballa, enmig de les afirmacions que el lloc s'havia comprovat el 1985; per tant, les armes no podien haver estat allà des d'abans d'aquell moment i una segona recerca s'havia d'haver fet amb coneixement de culpa. El 2019, els agents ara jubilats responsables d'ordenar la recerca de 1986 van ser interrogats oficialment sota sospita d'haver manipulat la investigació, però van protestar perquè la recerca original del canal no era una inspecció submarina per part d'homes granota, com es va fer el 1986. Un cotxe Volkswagen Golf, semblant al que s'utilitzava a l'escapada, s'havia trobat cremat l'any 1985 a uns boscos relativament propers al canal, però es va dir que l'estat dels objectes feia que no s'haguessin pogut submergir des d'aleshores.

## Modus operandi
Els objectes presos i els artefactes que llençaven semblaven indicar que la banda disparava a personal implicat en el tràfic de drogues i els robatoris, combinant la seva activitat delictiva amb feines diürnes com la preparació d'aliments o el tràfic de ferralla. Sota aquesta interpretació, els crims van ser en gran part per a una recompensa material i van augmentar per valentia. D'altra banda, també eren evidents elements estranys:
- Els ingressos del robatori van ser modestos en relació amb els riscos extrems. Les primeres batudes sovint eren poc professionals: per exemple, el cap no portava guants i l'assassí i el vell es van deixar veure sense màscares mentre agafaven un cotxe a punta de pistola.
- La pausa de les batudes i els assassinats es va continuar amb la represa de l'escalada el 1985, quan una nena de nou anys i altres espectadors van ser assassinats a trets sense cap motiu a l'aparcament abans que la banda hagués entrat als supermercats.
- Les armes de foc tenien un interès particular; les escopetes de bomba de calibre 12 utilitzades estaven carregades amb una rara bala similar a la utilitzada pel Grup Diane (una antiga unitat de les forces especials de la Gendarmeria belga). Alguns policies pensaven que la banda utilitzava tàctiques de tir molt semblants a les que s'ensenyaven als cursos de policia.
- Els cotxes utilitzats, sovint Volkswagen, es van despullar de l'ornamentació distintiva i tenien modificacions del vehicle inclosa la repintada, cosa que indica instal·lacions i experiència d'un mecànic, però també el desig de conservar les peces de VW.
- Les rutes d'escapada estaven ben planificades i es circulava a la màxima velocitat, però sovint la banda continuava a l'escena quan arribava la policia armada.

Es creu que la banda va tenir almenys un ajudant en la seva última incursió. L'any 1986 es van trobar armes que tenia la banda juntament amb jaquetes antibales i altres articles a un canal a uns 30 km fora de Brussel·les. Les escopetes de bomba Winchester utilitzades en les massacres mai es van trobar.

## Motius posteriors

### Complicitat oficial
Alguns esdeveniments al voltant del robatori del supermercat Delhaize a Aalst el 9 de novembre de 1985 van servir per reforçar encara més els rumors alimentats pels mitjans de comunicació sobre una connexió entre la banda i els elements de l'exèrcit belga i la Gendarmeria belga en particular. Per exemple, el supermercat va ser atracat malgrat que les patrulles hi passaven cada vint minuts i els gendarmes propers al lloc dels fets no van intervenir ni perseguir els lladres. Tot i que no s'ha demostrat aquesta connexió, la percepció de manca d'una actuació satisfactòria en el cas dels assassins de Brabant va ser un dels motius per reformar la Gendarmeria belga. També s'ha suggerit una connexió a la xarxa belga SDRA VIII (Gladio). No obstant això, una investigació parlamentària no va trobar proves substantives que la xarxa estigués implicada en cap acte terrorista o que grups criminals s'hi haguessin infiltrat. Una suposada connexió entre els assassins de Brabant, Gladio, i la desapareguda organització d'extrema dreta belga Westland New Post dirigida per Paul Latinus s'esmenta al programa Operation Gladio de la sèrie documental de 1992 de la BBC Timewatch, dirigit per Allan Francovich, en el qual es suggereix que Latinus va dir que la seva organització havia estat sancionada pel govern belga.

### Westland New Post
El març de 1981, Paul Latinus i membres del Front de la Jeunesse van fundar Westland New Post, un grup paramilitar d'extrema dreta que va ser investigat després d'un incident de 1980 en què un membre va disparar contra un grup de nord-africans, provocant una mort i un clam nacional. L'assassí estava amb un entusiasta de les armes de foc que era amic de Madani Bouhouche, i dècades més tard el va deixar romandre en una propietat francesa després que Bouhouche fos alliberat amb llibertat condicional d'una cadena perpètua per dos assassinats. L'entorn del WNP incloïa un antic membre (ara mort) de l'OES i diversos altres del Front de la Jeunesse que van dur a terme entrenaments d'armes de foc paramilitars en algunes de les zones boscoses que després van ser utilitzades pels assassins de Brabant. El WNP era una organització secreta. Les especulacions sobre una connexió amb els assassins de Brabant van augmentar després que els antics membres del WNP, inclosa l'única gendarmeria, recordessin que se'ls va ordenar vigilar i compilar un informe sobre els arranjaments de seguretat als supermercats belgues d'una gran cadena que va ser l'objectiu dels assassins. WNP tenia un operatiu d'intel·ligència genuïna que assessorava sobre tècniques encobertes; se sap que les unitats de darrere de les línies de l'OTAN han utilitzat la planificació de robatoris com a exercici d'entrenament. Michel Libert, l'antic segon al comandament de Westland New Post, va admetre haver transmès les ordres de Latinus de recopilar informació detallada sobre supermercats amb vista als robatoris, però va negar saber cap propòsit per a les tasques més enllà de desenvolupar habilitats clandestines.
Marcel Barbier, un membre del WNP de tipus executor que vivia amb Libert, va ser arrestat l'agost de 1983 després d'un tiroteig i havia sigut sospitós d'un doble assassinat a una sinagoga un any abans. Latinus va anar a la policia i els va informar que Barbier i un altre membre del WNP havien comès els assassinats de la sinagoga i que ell (Latinus) havia ajudat a Barbier a desfer-se de l'arma homicida. Això va provocar dissensions dins del WNP, ja que es considerava que Latinus havia traït un membre de l'organització. També l'any 1983 diversos membres del WNP que estaven al Front de la Jeunesse van ser condemnats per organitzar-se com a milícia il·legal, i van ser condemnats a presó. Els principals membres del WNP també van ser arrestats per tinença no autoritzada de documents classificats de l'OTAN de baix nivell. Latinus es va suïcidar l'abril de 1984 i els seus seguidors van formar camarilles rivals. Algunes teories han relacionat aquests fets amb la inactivitat de la banda d'assassins de Brabant entre desembre de 1983 i setembre de 1985, i que tenien un rancor aparentment intensificat contra la societat durant les massacres dels supermercats del 27 de setembre i el 9 de novembre de 1985.
Barbier va ser condemnat pels assassinats de la sinagoga. El seu coacusat, el membre del WNP Eric Lamers, va ser absolt d'assassinat, però va ser condemant a 5 anys per altres delictes, i el 1991 va ser condemnat per un altre doble assassinat. Lamers va fugir del país després de ser acusat d'exhibició sexual davant un nen i d'accedir a imatges d'abús sexual infantil. Després de tornar de Sèrbia, va aparèixer a un programa de televisió belga del 2014 en què acusava els líders del WNP d'estar darrere dels assassinats de Brabant, basant-se en el reconeixement del WNP a la cadena de supermercats les instal·lacions de la qual van ser sotmeses als atacs assassins de 1985. Libert va ser arrestat com a sospitós poc després de l'emissió del programa, però al cap de 48 hores va ser alliberat sense càrrecs. El 2018 un exsubordinat de Libert el va acusar públicament de ser el cap, encara que sense cap reacció oficial. Libert va sortir a la televisió per negar una altra vegada les acusacions i va dir que l'acusador tenia problemes de salut mental.

### Altres especulacions
Diverses teories de la conspiració relacionen els assassinats amb escàndols polítics, màfies il·legals de tràfic d'armes i negocis legítims, la qual cosa suggereix que es van fer per dissimular assassinats dirigits. S'ha suggerit que una de les suposades víctimes d'aquests assassinats va ser el banquer Léon Finné, que va ser afusellat per la banda durant el robatori del supermercat Delhaize a Overijse el 27 de setembre de 1985.

## Possibles sospitosos
Delinqüents professionals notoris, com Patrick Haemers i Madani Bouhouche (ambdós morts) han estat considerats com a possibles sospitosos. L'alçada d'Haemers el va fer aparentment apte per al cap de la banda de Brabant, però els seus crims coneguts no tenien la violència gratuïta i les petites preses que eren el segell distintiu dels assassins de Brabant. Bouhouche era un antic gendarme i propietari d'una botiga d'armes sospitós i conegut per haver estat implicat en una sèrie de crims violents. Va ser detingut el 1986 per l'assassinat de Juan Mendoza, un conegut seu que havia expressat la seva por que algunes armes que li va robar Bouhouche haguessin estat utilitzades en els crims dels assassins de Brabant. Tot i que va ser alliberat el 1988, la policia havia descobert que Bouhouche havia llogat de forma anònima garatges per emmagatzemar cotxes robats, armes que havia robat en un robatori de 1981 a una estació de guàrdia de la Gendarmeria a Etterbeek i plaques duplicades falses del cotxe, algunes de les quals podrien tenir una connexió amb els assassins de Brabant. A més, els articles que es pensava que havien estat abandonats pels assassins de Brabant van resultar incloure diversos comandaments a distància de TV adaptats per desencadenar explosions, de manera similar al que Bouhouche havia pensat utilitzar en un complex esquema d'extorsió que implicava atacs amb IED contra una cadena de supermercats anys abans que comencessin els assassinats de Brabant als supermercats. Aquesta i totes les altres evidències que aparentment el connectaven amb els assassins de Brabant es van considerar poc concloents, però van fer poc per alleujar la sospita que podria haver tingut informació privilegiada sobre els assassins de Brabant. Finalment va morir el 2005 mentre treballava en un negoci d'allotjament de lloguer propietat d'un vell membre conegut de Westland New Post.

## Investigació
El 1983, sobre la base d'un examen forense d'una arma i d'un testimoni que va dir que havia vist el Saab amagat, les autoritats van acusar el propietari de l'arma (un antic policia municipal) i diversos homes més ("Borains") dels assassinats de Brabant. La policia va dir que va obtenir declaracions incriminatòries que contenien coneixements de culpabilitat. El doble assassinat de la joieria dels assassins de Brabant es va produir mentre els acusats "Borains" estaven detinguts. Després que es va trobar que un informe d'experts balístics alemanys que desacreditava les principals proves dures contra l'acusat havia estat suprimit pel fiscal, els càrrecs contra els "Borains" van ser desestimats i els homes alliberats van al·legar furiosament que havien estat coaccionats en interrogatoris abusius de 36 hores i se'ls havia proporcionat detalls perquè fessin confessions falses. El sospitós original dels "Borains" va ser abordat sense èxit per obtenir informació el 2015.
Una pista inicialment prometedora per a la investigació concernia a un membre d'una família d'origen gitano molt coneguda al crim organitzat, que liderava un grup de lladres armats. Va ser acusat de ser un dels assassins de Brabant i en un moment va admetre (i després es va retractar) haver participat sense la seva banda en les massacres, però no va donar detalls, i la línia d'investigació va resultar infructuosa. Les forces de l'ordre que perseguien els assassins van cometre molts errors durant els primers anys de la investigació, sovint com a conseqüència de les rivalitats entre les diferents autoritats. Entre els pitjors descuits hi havia la manca de conservació dels cotxes modificats i abandonats, i la pèrdua d'articles amb empremtes dactilars. El jutge instructor original va ser criticat per falta de professionalitat per un mal maneig de les proves i no plantejar alternatives a les seves hipòtesis. La publicitat sobre el cas i l'oferta d'una recompensa substancial van donar lloc a un gran nombre de pistes de part de ciutadans, desviant així els recursos d'investigació dels sospitosos viables.

### Línies d'investigació actuals
La majoria dels sospitosos es remunten a l'inici de la investigació i han estat interrogats repetidament al llarg dels anys. L'últim va ser Christiaan Bonkoffsky, ex-unitat de gendarmeria Group Diane, que abans de la seva mort relacionada amb l'alcohol el 2015 va confessar que era el Géant. Una pistola antidisturbis i una cistella de municions amb l'etiqueta "Gendarmerie-Politie" van ser aparentment llençades pels assassins de Brabant (possiblement després d'haver estat robades per ells). Bonkofsky ja havia estat examinat com a possible sospitós l'any 2000. Els investigadors que utilitzen ADN forense i empremtes dactilars definitivament l'han descartat com el Géant.
El juny de 2020, els detectius belgues van demanar informació sobre la identitat de l'home en una fotografia enviada a la policia el 1986. Van reeditar una foto d'un home sostenint un SPAS-12 a un bosc. La foto va ser reeditada per ordre d'un jutge. També van demanar informació sobre la identitat d'un home amb una Marca de naixement de 3,5 cm en forma de taca de vi al clatell que va participar en una de les incursions de la banda a un supermercat Delhaize a Beersel, als afores al sud de Brussel·les l'octubre de 1983. L'any 2025 s'esgota una pròrroga especial del termini de prescripció del cas, moment en què els membres principals de la banda tindran almenys setanta anys, si encara viuen.

## Als mitjans de comunicació
- El 2018 Stijn Coninx va dirigir la pel·lícula belga Don't Shoot (Niet Schieten), amb guió de Stijn Coninx i Rik D'Hiet.[31] Es basa en l'última incursió sagnant del 9 de novembre de 1985 per part dels Assassins de Brabant al supermercat Delhaize d'Aalst. Vuit persones innocents van ser assassinades, entre les quals es trobaven Gilbert i Thérèse Van de Steen i la seva filla Rebecca. El seu fill David, de nou anys, encara que va ser ferit greument a la cama, va sobreviure al tiroteig i va ser criat pels seus avis. Segueix la batalla de 25 anys de l'avi de David, Albert (interpretat per Jan Decleir), per portar els assassins davant la justícia.